# Summer World University Games 2025/Teilnehmer (Macau)
| Gelbes Symbol für Goldmedaillen mit stilisierten Olympischen Ringen | Graues Symbol für Silbermedaillen mit stilisierten Olympischen Ringen | Braundes Symbol für Bronzemedaillen mit stilisierten Olympischen Ringen |
| ------------------------------------------------------------------- | --------------------------------------------------------------------- | ----------------------------------------------------------------------- |
| —                                                                   | —                                                                     | —                                                                       |

Macau nahm an den Summer World University Games 2025 vom 16. bis zum 27. Juli mit 38 Athleten (21 Männer und 17 Frauen) teil.

## Teilnehmer nach Sportarten

### Badminton
| Männer - Chi Chon Pui - Kok Weng Vong - Fei Long Ao | Frauen - Sam Kio Ieong - Wai Kei Wang - Chi Wa Pui |

### Fechten
| Männer - Man Kit Hoi - Chong Him Wu - Long In Ku - Wang Chon Tai | Frauen - Pek Chan Iec - Hio Lam Ku - Chi Mei Lam |

### Judo
| Männer - Iek Chit Lao | Frauen - Wai I Wong - Qing Lam Lai |

### Leichtathletik
| Männer - Chin Seng Tam - Ka In Vong - Chi Chong Cheong - Chi Kit Ng - Chong Kun Ma | Frauen - Cheng Man Leong |

### Schwimmen
| Männer - Hoi Man Lei - Chi Hin Ng - Ioi Lam Chong | Frauen - I Cheng Kuan - Hei Cheng Kuok - Sin Ian Kong - I Weng Cheong - Weng Chi Cheang |

### Taekwondo
| Männer - Iek Hei Chan | Frauen - Si Long Wong |

### Tischtennis
| Männer - Chon Fai He - Cunzhao He - Chi In Chan - Iek Kan Vong | Frauen - Hui Li Seak - Pui Man Cheung |